# Wilhelm Reublin
Wilhelm Reublin (auch Röubli, * um 1484 in Rottenburg am Neckar; † nach 1559) war eine führende Person der Schweizer Täuferbewegung des 16. Jahrhunderts. 

## Leben

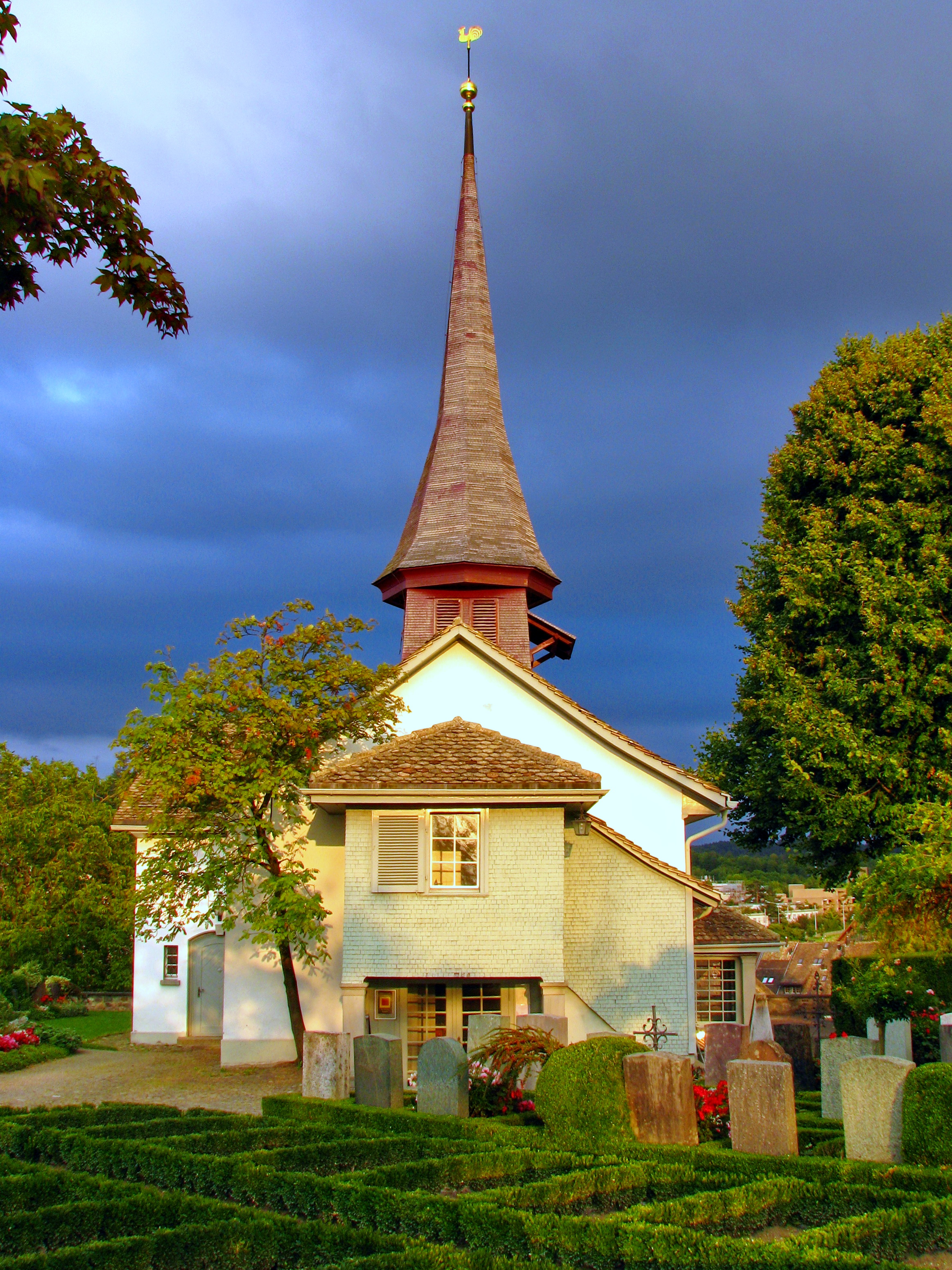
Alte Kirche von Witikon (heute Stadt Zürich)

Wilhelm Reublin wurde um 1484 in Rottenburg am Neckar geboren. Nach dem Studium der Theologie in Freiburg und Tübingen war Reublin als Priester in Grießen (Klettgau) tätig. Im Jahr 1521 wurde er Leutpriester an St. Alban in Basel, wo sich Reublin reformatorischen Gedanken annäherte. Das Pfarrhaus von St. Alban wurde so bald zu einem Mittelpunkt des reformatorischen Kreises in Basel. Im Herbst 1522 wurde Reublin jedoch aufgrund seiner reformatorischen Predigten nach Tumulten aus der Stadt ausgewiesen.
Nach einem Aufenthalt in Laufenburg (Baden) gelangte er nach Zürich und betätigte sich als Prediger in Witikon und Zollikon. Ende 1522 ernannte ihn die Witikoner Gemeinde zum Leutpriester und verweigerte gleichzeitig die Abgabe der Zehnten. Als örtlicher Pfarrer thematisierte er alle reformatorischen Themen und trat für die Abschaffung der Kindertaufe ein. Im April 1523 heiratete er Adelheid Leemann und war so einer der ersten Priester der Eidgenossenschaft, die den Zölibat öffentlich brachen. Reublin hatte sich inzwischen dem Castelberger Lesekreis um Konrad Grebel und Felix Manz angeschlossen, aus dem sich im Januar 1525 die erste Täufergemeinde entwickelte. Als seine Gemeinde ab Frühjahr 1524 offen die Säuglingstaufe ablehnte, erregte das den Unmut der Obrigkeit. In Zürich nahm Reublin an der Taufdisputation vom 17. Januar 1525 teil, nach deren Abschluss Grebel und Manz mit einem Redeverbot bestraft wurden und die Nichtzüricher wie Reublin die Stadt Zürich innerhalb von acht Tagen verlassen mussten. 

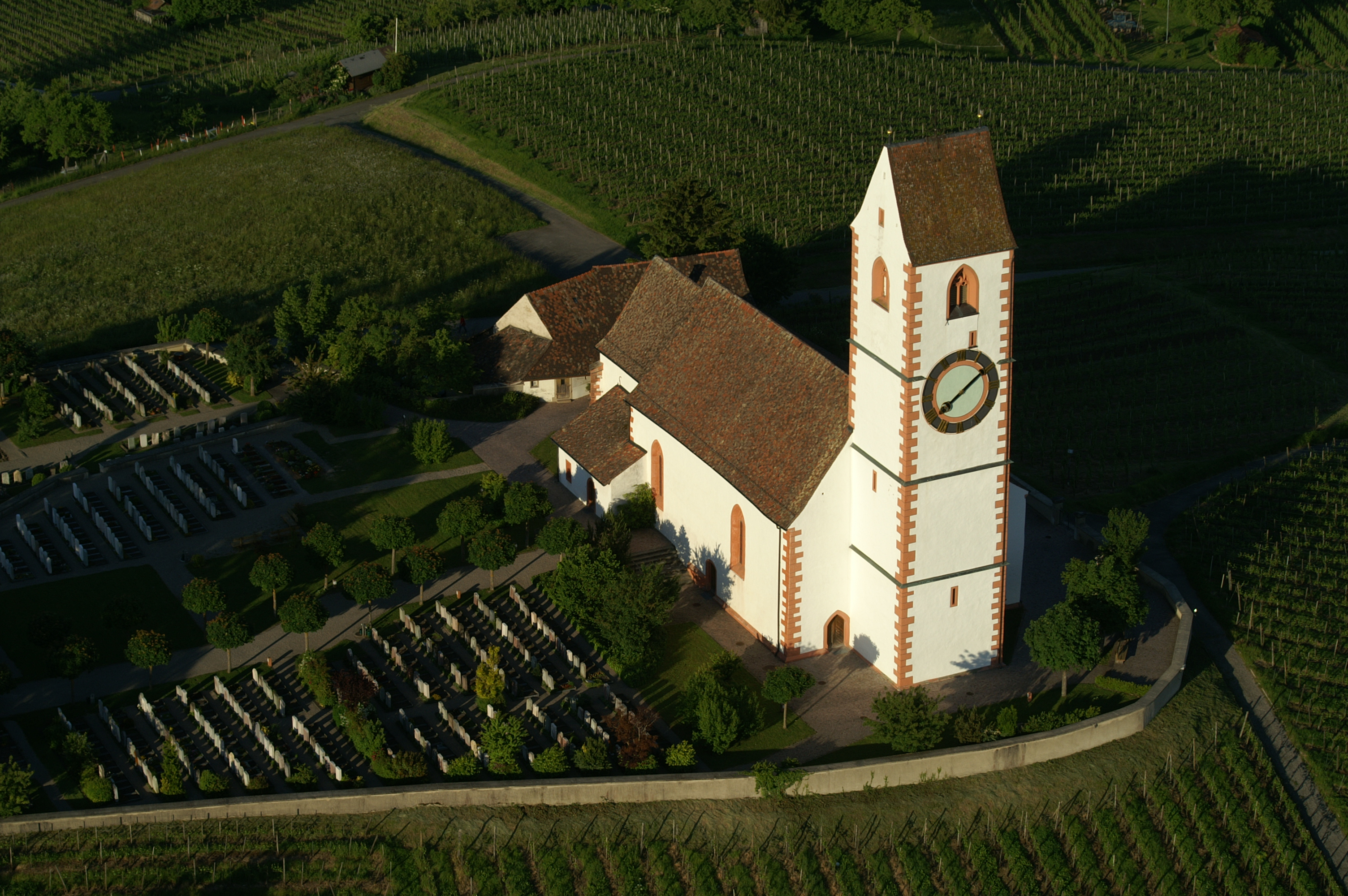
Hallauer Bergkirche (erbaut 1491)

Reublin ließ sich zusammen mit Johannes Brötli in dem seit 1521 unter der Herrschaft von Schaffhausen stehenden Ort Hallau nieder, wo sie innerhalb kurzer Zeit eine große Täufergemeinde etablieren konnten. Von Hallau aus warb Reublin auch an anderen Orten erfolgreich für die noch junge Täuferbewegung. An Ostern 1525 taufte er in Waldshut den Theologen Balthasar Hubmeier, unter dem sich der Ort Waldshut zu einem weiteren Zentrum der Täufer entwickelte. Auch Michael Sattler wurde später von Reublin in Rottenburg getauft. Weitere Stationen waren die Orte Schaffhausen, Straßburg, Reutlingen und Eßlingen. 
Nach einer Inhaftierung in Straßburg im Winter 1528/29 wanderte Reublin 1530 mit seiner Frau und anderen Schweizer Täufern ins mährische Austerlitz aus, wo sich bereits eine auf Gütergemeinschaft basierende kommunitäre Täufergemeinde gebildet hatte. Von Austerlitz übersiedelte Reublin mit etwa 150 weiteren Täufern im Januar 1531 nach Auspitz, auch, um dort eine strikere Form der Gütergemeinschaft umsetzen zu können. Doch noch im gleichen Jahr wurde Reublin aus der Auspitzer Gemeinde ausgeschlossen, da man bei ihm 24 Gulden Privatbesitz gefunden hatte. Reublin kehrte schließlich wieder nach Südwestdeutschland zurück, wo er 1531 noch einmal in Rottenburg täuferisch tätig war. In der folgenden Zeit trennte er sich jedoch von der Täuferbewegung. Um 1535 stand Reublin in Briefwechsel mit dem reformierten Theologen Heinrich Bullinger. 
Im August 1554 erscheint Reublin noch einmal in Basel. Über seine letzten Jahre ist ansonsten kaum etwas bekannt.

## Taufsukzession
Die Linie der Taufsukzession geht bei Wilhelm Reublin (Januar 1525) über Jörg Blaurock (Januar 1525) auf Konrad Grebel (Januar 1525) zurück. Die in Klammern gesetzten Daten bezeichnen das jeweilige Taufdatum. Belege dazu finden sich in den Biographieartikeln der erwähnten Personen.